# Dorothea Puente
Dorothea Puente, née Dorothea Helen Gray le 9 janvier 1929 et morte le 27 mars 2011 au centre de détention de Chowchilla (sud-est de San Francisco, Californie),, est une tueuse en série américaine : propriétaire d'une pension, elle escroquait des personnes âgées et des handicapés, les assassinait puis les enterrait dans son jardin, à Sacramento (Californie).
Le nombre de ses victimes est estimé entre 9 et 15.

## Documentaire télévisé
- « Dorothea Puente : la pension de la mort » dans Portraits de criminels sur RMC Story et sur RMC Découverte.
- "Un bail en enfer : appelez-moi grand-mère" mini-série sur Netflix, 2022.

## Dans la fiction
- « Un bail en enfer : épisode 1 » sur Netflix